# Partiaga (Botou)
Pour les articles homonymes, voir Partiaga.
Partiaga est un village du département et la commune rurale de Botou, situé dans la province de la Tapoa et la région de l’Est au Burkina Faso.

## Géographie

### Démographie
- En 2006, le village comptait 4 062 habitants recensés[1].

## Santé et éducation
Le centre de soins le plus proche de Partiaga est le centre de santé et de promotion sociale (CSPS) de Botou.